# Vitória (filme)
Vitória é um filme de drama brasileiro de 2025, dirigido por Andrucha Waddington e Breno Silveira (trabalho póstumo) sob roteiro de Paula Fiúza, adaptação do livro Dona Vitória Joana da Paz, de Fábio Gusmão, e produzido pela Conspiração Filmes com o Globoplay. Foi lançado em 13 de março de 2025 nos cinemas pela Sony Pictures Entertainment. O filme levou 723 mil pessoas ao cinema.
Estrelado por Fernanda Montenegro, este é o segundo filme a receber o seloOriginal Globoplay. Baseado na história real de Joana Zeferino da Paz, que viveu anos sob anonimato forçado no programa de proteção a testemunhas, o filme retrata sua vida sob o pseudônimo de Dona Vitória. Ela se tornou um símbolo de luta pela justiça ao registrar, com uma câmera, a movimentação criminosa da quadrilha que atuava em sua comunidade.
O filme foi a abertura do Festival de Cinema Brasileiro de Paris e será exibido no evento no dia 29 de abril.

## Sinopse
Nina (Fernanda Montenegro) é uma mulher idosa, aposentada e solitária, que vive com o medo crescente da violência em seu bairro. Sentindo-se impotente diante da falta de ação das autoridades e das tensões com seus vizinhos, ela decide, por conta própria, filmar a movimentação dos traficantes de drogas que pode ver da janela de sua casa, com vista para o morro. Seu objetivo é colaborar com a polícia, mas sua tentativa é ignorada, já que o Major Messias (Márcio Ricciardi), responsável pela investigação, se recusa a agir. Após meses registrando atividades suspeitas, Nina chama a atenção de Flávio Godoy (Alan Rocha), um jornalista policial, que se aproxima dela e oferece seu apoio. Juntos, tentam dar visibilidade ao caso, mas a missão é arriscada. O Programa de Proteção a Testemunhas sugere que Nina mude de cidade e até de identidade para sua segurança, mas ela se recusa. Para Nina, fugir não é a solução. Ela sente que ainda pode ajudar seus vizinhos e a comunidade, incluindo Marcinho (Thawan Lucas), um menino de rua, e sua nova amiga Bibiana (Linn da Quebrada). Com coragem e determinação, Nina desafia os limites de sua própria segurança para lutar por justiça, num cenário de constantes ameaças e desafios.

## Elenco
- Fernanda Montenegro como Nina / Vitória
- Alan Rocha como Flávio Godoy
- Linn da Quebrada como Bibiana
- Thawan Lucas como Marcio (Marcinho)
- Sacha Bali como Leonardo (Léo)
- Laila Garin como Laura Torres
- Jeniffer Dias como Suelen
- Thelmo Fernandes como Seu Oswaldo
- Silvio Guindane como Mário
- Henrique Manoel Pinho como Cabo Domingos
- Márcio Ricciardi como Major Messias
- Ramon Francisco como Ruivo

## Produção

### Desenvolvimento
As gravações do filme tiveram início em maio de 2022 com Breno Silveira na direção do longa e Paula Fiúza, então esposa de Silveira, na escrita do roteiro, em uma coprodução entre a Conspiração Filmes e o Globoplay. As primeiras filmagens ocorreram na cidade de Vicência, em Pernambuco. No entanto, durante as gravações iniciais do filme, o diretor Breno Silveira sofreu um infarto fulminante e faleceu, em maio de 2022. Em entrevista, Fiúza contou que o cineasta estava, ao mesmo tempo, editando a segunda temporada da série Dom, a qual também escrevia o roteiro da terceira temporada, e rodando o longa Vitória, o que estava o deixando muito estressado.
Em julho de 2022, foi anunciado que Andrucha Waddington, amigo pessoal e parceiro do cineasta Breno Silveira, assumiria a direção do filme e a missão de finalizar o projeto. As gravações foram retomadas em julho do mesmo ano e finalizadas em dezembro.
Em novembro de 2022, Linn da Quebrada foi confirmada no elenco oficial do filme.

### Controvérsias na escalação da atriz principal
A história que inspirou o enredo do filme foi vivida por Joana da Paz, uma senhora que em 2005, aos 80 anos de idade, filmou um esquema de tráfico de drogas a partir de sua casa, em Copacabana, Rio de Janeiro, e denunciou a situação à polícia. No entanto, ao serem divulgadas as primeiras imagens do filme, críticas surgiram quanto à escalação de Fernanda Montenegro no papel principal por se tratar de uma atriz branca vivenciando a história de uma mulher negra. No entanto, a identidade de Joana apenas foi revelada após sua morte em 2023, momento em que as gravações do filme já haviam se encerrado. Anteriormente, sua identidade foi preservada por 17 anos e protegida pelo apelido de Vitória.
O diretor Andrucha Waddington concebeu a personagem com o objetivo de destacar sua humanidade, explorando seus sonhos e fragilidades. A construção da personagem enfatiza sua natureza extraordinária, marcada pela fidelidade aos próprios princípios e pela determinação em ultrapassar os limites da vida cotidiana para lutar pelo que considera justo. Inserida em um contexto onde a violência está presente diariamente, a personagem enfrenta a omissão da polícia e a inação dos moradores de seu prédio, o que a afeta profundamente. Para representar essa realidade, o filme adota uma abordagem crua e neorrealista, refletindo a dureza do cotidiano em todos os aspectos da narrativa. Para atingir esses aspectos da personagem, a interpretação ficou a cargo de Fernanda Montenegro, uma das atrizes mais renomadas do Brasil.

## Lançamento
O primeiro trailer do filme foi lançado em 23 de outubro de 2024 e divulgado nos meios de comunicação pela Sony Pictures Entertainment, poucos dias depois da data de estreia ser confirmada para 13 de março de 2025 nos cinemas brasileiros.
Em 18 de fevereiro de 2025, foi anunciado que Vitória fora escolhido para ser o filme de abertura do 27° Festival de Cinema Brasileiro de Paris, realizado na França. O longa tem exibição marcada para 29 de abril de 2025 no L’Arlequin, cinema de rua do bairro de Saint German-des-Près, onde acontece o evento anualmente.

## Recepção

### Bilheteria
No primeiro final de semana, Vitória estreou em primeiro lugar arrecadando R$ 4,68 milhões e com um público de 215,5 mil pessoas, destronando Capitão América: Admirável Mundo Novo depois de um mês na liderança.
No dia 28 de março de 2025, alcançou a marca de 500 mil espectadores.

### Crítica
A crítica de Bruna Nóbrega do Omelete elogia a atuação de Fernanda Montenegro, que dá vida a uma mulher forte, determinada e resiliente, mesmo em meio a adversidades. Para Nóbrega, a direção de Andrucha Waddington equilibra momentos de felicidade e drama, embora o filme perca um pouco o equilíbrio em alguns momentos. A crítica destaca que, apesar de a trama ser previsível, Vitória consegue surpreender, especialmente com cenas impactantes, como a exibição dos vídeos gravados por Nina. O filme é eficaz em comover o espectador, seja pela indignação ou pela admiração.
Diego Souza Carlos do AdoroCinema também destaca a excelente atuação de Fernanda Montenegro, que, aos 90 anos, brilha ao interpretar Nina. Para Souza Carlos, o filme mistura drama e thriller policial, mas o roteiro, focado na causa e efeito, perde um pouco de ritmo e profundidade, especialmente nos personagens coadjuvantes. A relação de Nina com o jovem Marcinho é importante, mas a crítica aponta que ele pode ser visto como um "salvador branco", o que enfraquece o impacto simbólico, considerando que a verdadeira Nina era negra. Apesar disso, o filme é envolvente e emocionante, especialmente pela performance de Montenegro, e transmite a corajosa história de Joana Zeferino da Paz.
A crítica de Célio Silva, do site G1, destaca Vitória como um filme que vale a pena ser visto, especialmente pela impressionante atuação de Montenegro, que entrega uma performance magnética. Para Silva, o longa-metragem tem uma boa construção, com uma reconstituição de época e momentos de tensão, mas o que realmente se destaca é a personagem de Nina, bem desenvolvida tanto pelo roteiro quanto pela atuação de Montenegro. Apesar de a personagem ser baseada em Joana da Paz, uma mulher negra, a escolha de Fernanda Montenegro para o papel gerou algumas discussões, já que a verdadeira Joana estava no programa de proteção a testemunhas, e sua identidade só foi revelada após sua morte. No entanto, Silva destaca que a atuação impecável de Montenegro faz essa questão ser facilmente esquecida durante o filme.
Escrevendo para a Folha de S.Paulo, Inácio Araujo elogiou a direção de Andrucha Waddington, destacando a maturidade do filme, que mistura momentos ternos com tensão crescente. A interpretação de Fernanda Montenegro é considerada essencial para o sucesso do longa, principalmente pela sua habilidade de humanizar a luta de Nina. No entanto, a crítica aponta uma falha na construção do personagem de Marcinho, um jovem da favela que passa rapidamente de inocente para usuário de drogas e traficante, sem uma explicação convincente para essa transformação, o que enfraquece a trama. No geral, o filme é elogiado pela forma como aborda o fenômeno do tráfico de drogas como uma rede complexa e global, onde a luta de uma pessoa frágil, como Nina, parece ser quase inútil, mas é movida pela necessidade de preservar o que resta de sua vida e sua casa.
Camila Gomes, da Rolling Stone, destaca a atuação impressionante de Fernanda Montenegro, dizendo que ela é a alma do filme. A atriz, com sua grandiosidade e sensibilidade, retrata com maestria as diversas emoções da personagem, como dor, medo, coragem e também momentos de leveza e humor. A autora do roteiro, Paula Fiuza, em colaboração com Breno Silveira, evita transformar a história em um drama romantizado, mantendo Nina longe do papel de vítima. A crítica também elogia a tensão mantida ao longo do filme, que surpreende até o final.
No jornal de Portugal Público, Jorge Mourinha disse que "Vitória tem Fernanda Montenegro, mas não tem mais nada (...) não passa de um 'filme Netflix' com a espessura de uma telenovela".
Em sua crítica no YouTube, Isabela Boscov disse que o filme "tem um ritmo muito bom (...) inclusive na evolução dele de uma comédia de quase de costumes para um drama." Também comentando o filme no Youtube, Waldemar Dalenogare disse que "Fernanda Montenegro emociona com atuação de profunda sensibilidade".

## Prêmios e indicações
| Ano  | Prêmio                                   | Categoria                | Nomeações                                                | Resultado | Ref.   |
| ---- | ---------------------------------------- | ------------------------ | -------------------------------------------------------- | --------- | ------ |
| 2025 | Prêmio Grande Otelo do Cinema Brasileiro | Melhor Direção           | Andrucha Waddington                                      | Pendente  | [ 27 ] |
| 2025 | Prêmio Grande Otelo do Cinema Brasileiro | Melhor Atriz Coadjuvante | Linn da Quebrada                                         | Pendente  | [ 27 ] |
| 2025 | Prêmio Grande Otelo do Cinema Brasileiro | Melhor Efeito Visual     | Claudio Peralta                                          | Pendente  | [ 27 ] |
| 2025 | Prêmio Grande Otelo do Cinema Brasileiro | Melhor Som               | Jorge Saldanha, Alessandro Laroca e Eduardo Virmond Lima | Pendente  | [ 27 ] |
| 2025 | Prêmio Grande Otelo do Cinema Brasileiro | Melhor Trilha Sonora     | Antonio Pinto                                            | Pendente  | [ 27 ] |